# Royal Commission on the Historical Monuments of England
La Royal Commission on the Historical Monuments of England (acronimo: RCHME, traduzione letterale Commissine Reale per i Monumenti Storici d'Inghilterra) era un organo consultivo del governo responsabile per la documentazione di edifici e monumenti di importanza archeologica, architettonica e storica in Inghilterra. Fu istituito nel 1908 (poco dopo le commissioni parallele per Scozia e Galles); e fu fusa nel 1999 con English Heritage. La sezione di ricerca e l'archivio fanno ora parte della Historic England.
The Survey of London, un progetto finalizzato a realizzare un rilievo architettonico dell'ex Contea di Londra. Fondato come iniziativa privata nel 1894, fu successivamente rilevato dal Greater London Council (GLC). Sull'abolizione della GLC nel 1986, la responsabilità del sondaggio è stata trasferita alla Royal Commission on the Historical Monuments of England.